# 奧克鎮區 (明尼蘇達州斯特恩斯縣)
奧克鎮區（英語：Oak Township）是位於美國明尼蘇達州斯特恩斯縣的一個行政鎮區。

## 歷史
奧克鎮區於1860年成立。原名奧克格羅夫鎮區（Oak Grove Township），1867年改為現稱。

## 地方資料
奧克鎮區的面積為88.78平方千米，當中陸地面積為85.29平方千米，而水域面積為3.49平方千米。根據2020年美國人口普查的數據，當地共有人口623人，而人口密度為每平方千米7.02人。